# Initiatiefwet

## Nederland
Een initiatiefwet is in de Nederlandse politiek een wet waarvan het ontwerp door een lid van de Tweede Kamer der Staten-Generaal bij deze Kamer aanhangig is gemaakt en als het daar is aangenomen, wordt ingediend bij de Eerste Kamer. Als ook deze Kamer er in meerderheid mee instemt, moet bekrachtiging door de ministerraad plaatsvinden waarna het voorstel tot wet verheven kan worden. Een initiatiefwet staat tegenover de meer gebruikelijke gang van zaken, dat de regering (koning en ministerraad) een wetsontwerp indient. Naast het woord initiatiefwet worden vaker de woorden initiatiefvoorstel en initiatiefwetsvoorstel gebruikt, die dezelfde betekenis hebben. De begrippen komen niet voor in het staatsrecht.
In Nederland geeft de Grondwet de volksvertegenwoordiging het recht van initiatief, dat is het begrip dat in de politiek wordt gebruikt voor het recht om wetsvoorstellen in te dienen door Tweede Kamerleden. Het voorstel kan over een gewone wet gaan maar ook over de Grondwet. Het initiatiefrecht is pas in 1814 in de Nederlandse Grondwet opgenomen, de volksvertegenwoordiging bestaat pas sinds 1796 en werd toen Nationale Vergadering genoemd. De Grondwet beschrijft het in eenvoudige bewoordingen: 
Voorstellen van wet kunnen worden ingediend door of vanwege de Koning en door de Tweede Kamer der Staten-Generaal.— Artikel 82, eerste lid Grondwet
Wetsvoorstellen die worden gedaan door een lid van de Tweede Kamer, worden niet op precies dezelfde manier behandeld als wetsvoorstellen van de regering. Verschil is onder meer dat een Kamerlid een initiatiefwetsvoorstel met een brief indient en de regering dat doet bij Koninklijk besluit, verder wordt het voorstel in de Tweede en Eerste Kamer verdedigt door het Kamerlid en niet een minister. Verder heeft de regering op de verschillende ministeries gespecialiseerde ambtenaren tot hun beschikking, iets wat Kamerleden niet hebben. Er kan wel bijstand aan ambtenaren worden gevraagd. Tweede Kamerleden zijn niet gebonden aan de Aanwijzingen voor de regelgeving, maar ze worden meestal wel gevolgd.
In beginsel zijn de regering en de Tweede Kamer gelijkwaardig waar het gaat om het initiëren van wetgeving in formele zin, maar op enkele punten bepaalt de Grondwet dat een wetsvoorstel alleen door de regering kan worden ingediend. Bijvoorbeeld als het gaat over (erf)opvolging van de Koning(in) en om de algemene begrotingswetten. Voor deze onderwerpen is het recht van initiatief dus uitgesloten.

### Eerste voorstel in 1815: domein Soestdijk
Een van de eerste voorstellen vanuit het parlement, dat toen nog uit één Kamer bestond, werd 28 juni 1815 gedaan aan Koning Willem I. Het voorstel was om een wet uit te vaardigen om het domein waarop paleis Soestdijk stond, namens het Nederlandse volk in volle eigendom aan te bieden aan de Prins van Oranje, als opperbevelhebber van het Nederlands leger, als bewijs van hun 'verknochtheid, liefde en dankbaarheid' voor het 'heldhaftig en moedig gedrag' van Prins en troepen in de veldslagen bij Quatre Bras en Waterloo een paar weken eerder. Daardoor bleven Brussel en omliggende streken behouden voor het Koninkrijk der Nederlanden en vielen niet in handen van de 'alles vernielende vijand' (Frankrijk onder Napoleon). Het eigendomsrecht kon volgens het voorstel overgaan op de erfgenamen.

### Aantallen
Eerst werd er door het parlement slechts sporadisch gebruik van gemaakt. Tussen 1814 en 1977 betrof het ongeveer 230 voorstellen.  Het gebruik van dit recht wisselde in de loop van de tijd. Het aantal initiatiefwetsvoorstellen bedroeg tussen 1945 en 1970 zestien, waarvan er drie wet zijn geworden. Tussen 1970 en 2000 waren deze getallen respectievelijk 175 en 63. Na 2000 is het aantal verder toegenomen. Tussen 1 januari 2000 en 1 januari 2025 zijn er in totaal meer dan 280 voorstellen aanhangig gemaakt door Tweede Kamerleden, waarvan 105 voorstellen sinds 1 januari 2017. In 2021, 2022 en 2023 waren het er steeds 14. Onderstaande tabel maakt de cijfers tot 1 januari 2025 per periode inzichtelijk.
| Periode   | Aantal | In Staatsblad |
| --------- | ------ | --- |
| 1814-1848 | >26    | 3 |
| 1848-1887 | 44     | 6 |
| 1887-1918 | 41     | 12 |
| 1918-1940 | 57     | 10 |
| 1945-1967 | 8      | 2 |
| 1967-1986 | 101    | 36 |
| 1986-2004 | 120    | >39 |
| 2005-2024 | 264    | Deels nog in behandeling bij het parlement. Aangenomen door TK: 91 (w.v. verworpen door EK: 11) Verworpen door TK: 24 |

Ook de Grondwet kan door een initiatief vanuit de Tweede Kamer gewijzigd worden, dat gebeurt maar weinig en is nog minder vaak geslaagd. Twee voorbeelden zijn de uitbreiding van het aantal leden van Provinciale Staten in 1840 en de verlaging van de kiesgerechtigde leeftijd van 21 jaar naar 18 jaar in 1972 (Van Thijn).

### Procedure
Als een of meer Kamerleden een initiatief aanhangig maken, is de eerste vervolgstap dat er advies gevraagd wordt aan de Afdeling advisering van de Raad van State. Dit advies wordt eerst verstrekt aan de initiatiefnemers. Tot 1 mei 2022 werd het advies pas gepubliceerd samen met de reactie van de initiatiefnemers op dit advies. Sindsdien wordt op grond van de Wet open overheid in de week na het uitbrengen van een advies tot publicatie overgegaan door de Afdeling advisering van de Raad van State.  
Tegelijk met de reactie van de initiatiefnemer kan ook besloten wordt om te komen tot een gewijzigd voorstel van wet of tot wijziging in de memorie van toelichting. Hierna wordt het wetsvoorstel door de Kamer in behandeling genomen door de meest betrokken commissie (bijvoorbeeld de algemene commissie voor Volksgezondheid, Welzijn en Sport). Vaak volgt er dan een (of meer) schriftelijke ronde waarbij de commissie die het voorstel van wet behandelt vragen kan stellen. De reactie hierop wordt gepubliceerd. Als de commissie van mening is dat het initiatiefwetsvoorstel voldoende is voorbereid, wordt het voorstel van wet aangemeld voor plenaire behandeling. Meestal wordt het voorstel dan in enkele ronden plenair behandeld, waarna de Tweede Kamer erover stemt. Tegelijk met de stemming over wetsvoorstel wordt ook gestemd over eventueel ingediende amendementen van andere Kamerleden. Bij de plenaire behandeling is de minister adviseur namens de regering. Gedurende het proces in de Tweede Kamer kan het voorstel ook worden gewijzigd door de initiatiefnemer(s). Als het voorstel is aangenomen, wordt het als voorstel van de Tweede Kamer naar de Eerste Kamer gestuurd. Daar wordt het op een vergelijkbare manier behandeld. Meestal wordt het initiatief dan verdedigd door de oorspronkelijke initiatiefnemers. Indien het voorstel ook door de Eerste Kamer is aangenomen, volgt bekrachtiging door de regering en op een later te bepalen moment inwerkingtreding. 
Initiatiefwetsvoorstellen kunnen zijn aangenomen, verworpen of ingetrokken, of nog actief in behandeling zijn, maar het komt ook vrij vaak voor dat ze een slapend bestaan leiden. Sinds de wijziging van het Reglement van Orde van de Tweede Kamer van 2021 worden initiatiefwetsvoorstellen zonder initiatiefnemer die nog in de Kamer zit als vervallen beschouwd. Één keer per jaar wordt hiertoe een lijst gemaakt. Zes weken na een mededeling van deze lijst door de Voorzitter worden de initiatiefwetsvoorstellen als vervallen beschouwd, behalve als het voorstel intussen is overgenomen door een of meer leden van de Tweede Kamer.
Indien een initiatiefwetsvoorstel wordt aangenomen, betekent dat nog niet per se dat dit ook een wet wordt. In uitzonderlijke gevallen kan de Kroon besluiten om de wet niet te bekrachtigen (goedkeuring wordt dan onthouden). Dit gebeurde bijvoorbeeld bij een initiatiefvoorstel Vermeend/Vreugdenhil betreffende lastenverlichting voor het midden- en kleinbedrijf in 1994. Ook is dit voorgekomen in 1917 en 1928 rond initiatieven op onderwijsgebied. Wel is er soms discussie over al dan niet bekrachtigen, zoals bij een wetsvoorstel over een referendum voor een nieuw Europees Verdrag.
De titel (het opschrift) van het wetsvoorstel bevat de namen van de initiatiefnemer(s), de officiële titel van de wet niet. Informeel wordt een initiatiefwet soms wel naar de initiatiefnemer genoemd, zie hieronder. 

### Voorbeelden
Bekende initiatiefwetten zijn:
- initiatiefwet-Hillen: aftrek wegens geen of geringe eigenwoningschuld (wet Hillen)
- initiatiefwet-Vendrik/Verburg: openbaarheid topinkomens (wet-Harrewijn)
- initiatiefwet-Dittrich: spreekrecht nabestaanden in rechtszaken
- initiatiefwet-Van de Camp: bestrijding wapengeweld
- initiatiefwet-Van Heemst/Vos: sluiting drugspanden
- initiatiefwet-Duivesteijn: bijdrage aan lagere inkomens voor eigen woning
- initiatiefwet-Van Boxtel: afschaffing verplichte aanstellingskeuring
- initiatiefwet-Vermeend/Moor: bevordering werkgelegenheid langdurig werklozen
- initiatiefwet-Roethof/Haas-Berger: hulp aan weggelopen minderjarigen
- initiatiefwet-Van der Doef/De Beer: Algemene periodieke keuring
- initiatiefwet-Geurtsen/Van Schaik: legalisering casino's
- initiatiefwet-Waalkens: strafbaarstelling van het plegen van ontuchtige handelingen met dieren en pornografie met dieren
- initiatiefwetsvoorstel - Voortman en Van Weyenberg (1991): het wetsvoorstel open overheid
- kinderwet van Van Houten

## Trivia
- In de titel Wet van 18 december 2003 tot wijziging van de Wet inkomstenbelasting 2001, ter zake van het bevorderen van de financiering van de eigen woning met eigen middelen (materiële implementatie initiatiefwetsvoorstel Hillen) is wel de naam van initiatiefnemer Hillen terechtgekomen. Hier nam de regering het wetsvoorstel in aangepaste vorm over.[13]